# Lint, Antwerpen
Lint là một đô thị nằm ở tỉnh Antwerp. Đô thị này chỉ gồm thị trấn  Lint proper. On Tại thời điểm ngày 1 tháng 1 năm  2006, Lint có dân số 7.977 người. Tổng diện tích là 5,57 km² với mật độ dân số 1.431 người trên mỗi km².

## Cư dân nổi tiếng
- Raf Van Brussel, ca sĩ
- Dirk Sterckx
- Yossi Zimilover
- Nico Van Kerkhoven, cầu thủ bóng đá